# Georg Fasel
Georg Fasel (* 5. April 1675 in Würzburg; † 12. September 1747) war von 1738 bis 1747 Abt des Prämonstratenserklosters Oberzell in Zell am Main.

## Oberzell vor Fasel
Unter den Vorgängern von Georg Fasel erlebte die Abtei Oberzell eine neue Blüte. In den Jahrhunderten zuvor hatten die häufigen kriegerischen Auseinandersetzungen auf dem Gebiet des Klosters die wirtschaftliche Konsolidierung verhindert. Am Ende des 17. und zu Beginn des 18. Jahrhunderts brachte die Abtei dann mehrere hochgelehrte Mönche hervor, die sich auf den Gebieten Rhetorik und der Mathematik hervortaten. Hierbei spielte auch das Studienhaus der Abtei in Würzburg eine große Rolle.
Unter Fasels direktem Vorgänger, Abt Sigmund Hauck, gelang es dem Kloster dann, das bisher unabhängige Kloster Gerlachsheim als Priorat zu übernehmen. Fortan bildeten beide Konvente, Gerlachsheim und Oberzell, eine Gemeinschaft. Der Prior von Gerlachsheim, vom Abt von Oberzell bestimmt, stieg zum zweitwichtigsten Klosterbeamten auf. Sigmund Hauck trieb auch den Neubau der Gerlachsheimer Klosterkirche und der umstehenden Gebäude voran.

## Leben
Georg Fasel wurde am 5. April 1675 in Würzburg, der Metropole des Hochstifts Würzburg, geboren. Über die Familie des späteren Abtes ist nichts bekannt, allerdings stieg sein Bruder Johann Philipp Fasel zum Dekan von Stift Neumünster auf. Wahrscheinlich ist davon auszugehen, das er aus einer angesehenen Würzburger Familie stammte. Zunächst besuchte er wohl eine Lateinschule in der Bischofsstadt. Früh trat der junge Mann in den Prämonstratenserorden ein.
Im Jahr 1693 wurde Georg Fasel Teil des Konvents von Kloster Oberzell. Gleichzeitig begann er ein Studium an der Universität Würzburg. Das Studium schloss er im Jahr 1697 ab, ehe er 1699 zum Doktor der Theologie promoviert wurde. Nun begann eine typische Klosterlaufbahn. So ist Fasel im Jahr 1700 als Praeses studiorum (lat. Studienpräfekt) im Studienhaus der Abtei nachgewiesen. Noch 1704 leitete er die Ausbildungsstätte von Oberzell in Würzburg. Er erhielt für seine Ausbildung auch eine Auszeichnung.
Ein Jahr später, 1705, ernannte man den Theologen zum Lektor im Prämonstratenser-Chorherrenstift Oberilbenstadt bei Friedberg. Insgesamt hatte er zwölf Jahre lang dieses Amt inne. Anschließend kehrte Fasel wieder nach Franken zurück. Nun wurde er im Jahr 1713 zum Prior von Oberzell ernannt. Georg Fasel stieg 1717 zum Administrator von Gerlachsheim auf und stand ab 1724 dem Konvent als selbstständiger Prior vor. 1730 wurde er Propst des Frauenkonvents Unterzell.
Als der Abt Sigmund Hauck im August 1738 starb, wählten die Mönche Georg Fasel am 11. September desselben Jahres zum neuen Abt. Als eine der ersten Amtshandlungen des neuen Prälaten, stattete man die Klosterkirche von Gerlachsheim mit neuen Altären aus. Fasel war auch der erste Abt, der mit dem Baumeister Balthasar Neumann Gespräche aufnahm. Noch im Sommer 1746 wurde mit dem Neubau der Baulichkeiten in Oberzell begonnen. Fasel erlebte die Fertigstellung nicht mehr. Der Abt starb am 12. September 1747.

## Wappen

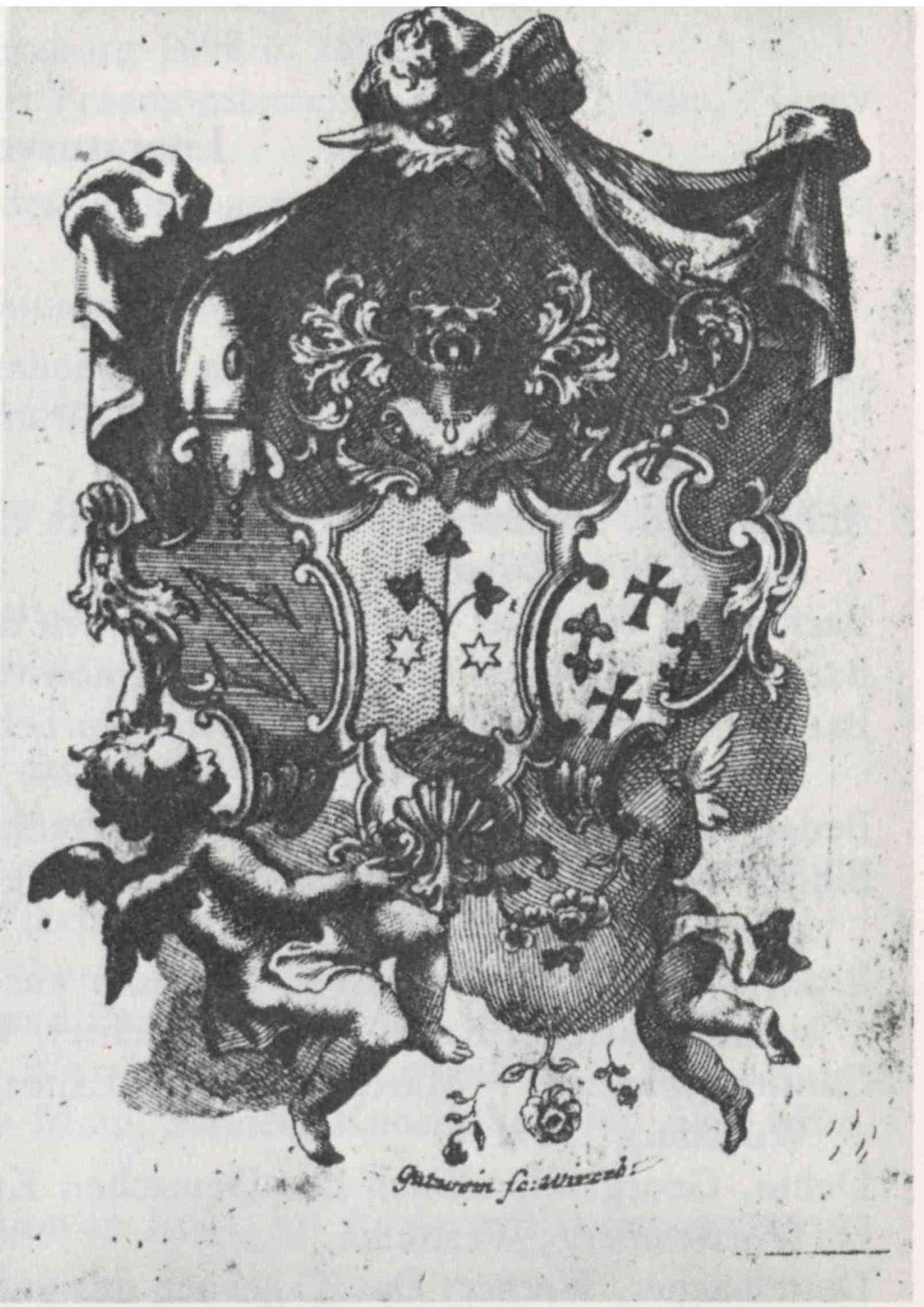
Das Wappen des Abtes Georg Fasel

Das persönliche Wappen des Abtes Georg Fasel hat sich auf dem Gebiet des ehemaligen Klosters mehrfach überliefert. Beschreibung: Ein wachsender Stamm mit drei eins zu zwei gestellten dreizackigen Blättern, beseitet von zwei sechsstrahligen Sternen. Als Helmzier besteht ein rechtsgewendeter Vogel. Die Tingierung ist nicht bekannt. Neben einem Exlibri hat sich das Wappen auf den Altären in der Klosterkirche von Gerlachsheim überliefert, die von Fasel erneuert wurden.